# Jadowniki
Jadowniki er en landsby i Polen, i Województwo małopolskie ved Brzesko. Jadowniki ligger ved floden Uszwica. 
- befolkning: 5014 (2009)

## Byer ved Janowiec
- Brzesko
- Bochnia
- Wojnicz

## Landsbyer ved Janowiec
- Jastew
- Szczepanów
- Porąbka Uszewska
- Okocim